# Макферсон, Дональд
Джон Дональд Макферсон (англ. John Donald McPherson; 20 февраля 1945 Уинсор, Онтарио, Канада — 24 ноября 2001, Мюнхен, Германия) — фигурист из Канады, чемпион мира 1963 года, чемпион Канады 1963 года в мужском одиночном катании.

## Биография
Дональд Макферсон начал заниматься фигурным катанием в 4 года. Тренировался у Денниса Силверторна. В 18 лет он выиграл чемпионат мира 1963 года, став самым молодым чемпионом мира. После этого он перешёл в профессиональный спорт, 11 лет выступал в Holiday on Ice. А в 1965 году стал чемпионом мира среди профессионалов. Дональд Макферсон в 1963 году был введён в Канадский зал спортивной славы, а в 1996 году в Зал славы фигурного катания Канады. Позднее переехал в Мюнхен, где и скончался в 2001 году после осложнений от диабета.

## Спортивные достижения

### Мужчины
| Соревнования/Сезоны         | 1959 | 1960 | 1961 | 1962 | 1963 |
| --------------------------- | ---- | ---- | ---- | ---- | ---- |
| Зимние Олимпиады            |      | 10   |      |      |      |
| Чемпионаты мира             |      | 8    |      | 4    | 1    |
| Чемпионаты Северной Америки | 6    |      | 5    |      | 1    |
| Чемпионаты Канады           | 1Юн. | 2    | 2    | 2    | 1    |